# Garra
Garra è un genere di pesci che appartiene alla famiglia delle Cyprinidae. A questo genere appartengono quasi 100 specie, tra cui:
- Garra aethiopica (Pellegrin, 1927)
- Garra allostoma Roberts, 1990
- Garra annandalei Hora, 1921
- Garra apogon (Norman, 1925)
- Garra barreimiae
  - Garra barreimiae shawkahensis Banister & Clarke, 1977
- Garra bibarbatus (Nguyen, 2001)
- Garra bicornuta Narayan Rao, 1920
- Garra bispinosa Zhang, 2005
- Garra blanfordii (Boulenger, 1901)
- Garra borneensis (Vaillant, 1902)
- Garra bourreti (Pellegrin, 1928)
- Garra buettikeri Krupp, 1983
- Garra cambodgiensis (Tirant, 1883) (= G. spinosa, G. taeniata, G. taeniatops)
- Garra caudofasciata (Pellegrin & Chevey, 1936)
- Garra ceylonensis Bleeker, 1863
- Garra compressus Kosygin & Vishwanath, 1998
- Garra congoensis Poll, 1959
- Garra cryptonemus (Cui & Li, 1984)
- Garra cyclostomata Mai, 1978
- Garra cyrano Kottelat, 2000
- Garra dembecha Stiassny & Getahun, 2007
- Garra dembeensis (Rüppell, 1835)
- Garra dunsirei
- Garra duobarbis Stiassny & Getahun, 2007
- Garra elongata Vishwanath & Kosygin, 2000
- Garra ethelwynnae Menon, 1958
- Garra fasciacauda Fowler, 1937
- Garra findolabium Li, Zhou & Fu, 2008
- Garra fisheri (Fowler, 1937)
- Garra flavatra Kullander & Fang, 2004
- Garra fuliginosa Fowler, 1934
- Garra geba Stiassny & Getahun, 2007
- Garra ghorensis
- Garra gotyla (Gray, 1830)
  - Garra gotyla gotyla
  - Garra gotyla stenorhynchus Jerdon, 1849
- Garra gracilis (Pellegrin & Chevey, 1936)
- Garra gravelyi (Annandale, 1919)
- Garra hainanensis Chen & Zheng, 1983
- Garra hughi Silas, 1955
- Garra ignestii (Gianferrari, 1925)
- Garra imbarbatus (Nguyen, 2001)
- Garra imberba Garman, 1912
- Garra imberbis (Vinciguerra, 1890)
- Garra kalakadensis Rema Devi, 1993
- Garra kempi Hora, 1921
- Garra laichowensis Nguyen & Doan, 1969
- Garra lamta (Hamilton, 1822)
- Garra lancrenonensis Blache & Miton, 1960
- Garra lissorhynchus (McClelland, 1842)
- Garra litanensis Vishwanath, 1993
- Garra longipinnis
- Garra makiensis (Boulenger, 1904)
- Garra mamshuqa Krupp, 1983
- Garra manipurensis Vishwanath & Sarjnalini, 1988
- Garra mcclellandi (Jerdon, 1849)
- Garra menoni Rema Devi & Indra, 1984
- Garra micropulvinus Zhou, Pan & Kottelat, 2005
- Garra mirofrontis Chu & Cui, 1987
- Garra mullya (Sykes, 1839)
- Garra naganensis Hora, 1921
- Garra nambulica Vishwanath & Joyshree, 2005
- Garra nasuta (McClelland, 1838)
- Garra nigricollis Kullander & Fang, 2004
- Garra notata (Blyth, 1860)
- Garra orientalis Nichols, 1925
- Garra ornata (Nichols & Griscom, 1917)
- Garra paralissorhynchus Vishwanath & Shanta Devi, 2005
- Garra periyarensis Gopi, 2001
- Garra persica Berg, 1914
- Garra phillipsi – Philipps' Garra
- Garra poecilura Kullander & Fang, 2004
- Garra poilanei Petit & Tchang, 1933
- Garra propulvinus Kullander & Fang, 2004
- Garra qiaojiensis Wu & Yao, 1977
- Garra quadrimaculata (Rüppell, 1835)
- Garra rakhinica Kullander & Fang, 2004
- Garra regressus Stiassny & Getahun, 2007
- Garra robustus (Zhang, He & Chen, 2002)
- Garra rossica (Nikolskii, 1900)
- Garra rotundinasus Zhang, 2006
- Garra rufa
- Garra rupecula (McClelland, 1839)
- Garra sahilia Krupp, 1983
  - Garra sahilia gharbia Krupp, 1983
- Garra salweenica Hora & Mukerji, 1934
- Garra smarti Krupp & Budd, 2009
- Garra spilota Kullander & Fang, 2004
- Garra surendranathanii Shaji, Arun & Easa, 1996
- Garra tana Stiassny & Getahun, 2007
- Garra tengchongensis Zhang & Chen, 2002
- Garra theunensis Kottelat, 1998
- Garra tibanica Trewavas, 1941
- Garra trewavasai Monod, 1950
- Garra variabilis (Heckel, 1843)
- Garra vittatula Kullander & Fang, 2004
- Garra wanae (Regan, 1914)
- Garra waterloti (Pellegrin 1935)
- Garra yiliangensis Wu & Chen, 1977